# إيداتين جمب
إيداتين جمب (نقحرة: إِيْدَاْتيْنْ جَاْمْپْ) وكتابة اسمه الرسمي في الدبلجة العربية كانت يداتين جمب واسمه الأصلي (باليابانية: 韋駄天翔، تُنطق إيداتين شو وتعني شو الإيداتين) هي سلسلة مانغا يابانية من تأليف توشيهيرو فوجيوارا وكو إيتوري نشرت بحلقات في دار النشر كودانشا في مجلة كوميك بومبوم. تحكي المانغا عن صبي يدعى شو ياماتو (غُيِّرَ اسمه في الدبلجة العربية إلى ورد) يهوى ركوب الدراجات الجبلية (في الدبلجة العربية ذُكر أنها دراجات هوائية). حُوِّلَتْ المانغا لمسلسل أنمي مكون من 52 حلقة أنتجتها أنيبلكس وتلفزيون طوكيو وترانز آرت وبرودكشن آي جي وإخراج تاكايوكي هامانا وكتابة فوميهيكو شيمو وتصميم مياكو ياتسو للشخصيات وتأليف ياسوهارو تاكاناشي للموسيقى. وعُرِضَ الأنمي في الفترة من 1 أكتوبر 2005 إلى 30 سبتمبر 2006. أُنْشَأْ خط ألعاب للمسلسل من قبل شركة تومي. دُبْلِجَ الأنمي للغة العربية عن طريق إستديوهات مركز الزهرة بنفس الاسم «إيداتين جمب» وعُرِضَ على قناة سبيستون من سنة 2008 إلى 2009.

## القصة
في أحد الأيام، يتحدى فريق «أسنان القرش» للدراجات الجبلية -الذي أنشأه الأخوان سامر وسيف- ورد إلى سباق دراجات من أجل الاستيلاء على مضمار فريقه تل الضباب، ولا يمكن لورد أن يتنازل عن المضمار كونه مكان يحمل ذكرياته مع والده (الذي كان يظنه ورد متوفياً لكن تبين لاحقاً أنه مختفي وهو على قيد الحياة). كان السباق في يوم الأحد، وبينما كان يتسابق ورد مع سامر زعيم فريق أسنان القرش الذي هو في نفس مدرسة ورد وفي نفس الصف الدراسي الصف الخامس ظهر دخان أسود في المضمار نقلهما مع أصدقاؤهما إلى عالم آخر غامض. ثم ظهر راكب دراجات بالغ يدعى نديم مع فريقه بالغ أمام مجموعة ورد المذهولة ويخبرهم نديم أنهم في منطقة الضباب، ويتعين عليهم التنافس معه في معركة العالم. ثم  يظهر لهم دراج مقنع تبين لاحقاً أنه بسام شقيق الاكبر لميساء صديقة ورد وشرح لورد وأصدقائه قوانين معركة العالم وأخبرهم أنه للعودة إلى العالم الحقيقي، يجب عليهم الفوز في معارك العالم وجمع 10 شعارات ذهبية.

## الشخصيات

### الشخصيات الرئيسة
شو ياماتو (山登翔 Yamato Shō)
أداء صوتي: أكينو واتانابي (اليابانية)، أسيمة يوسف (العربية)
شو ياماتو هو فتى يعشق ركوب الدراجات الجبلية، ويمتلك دراجة الإيداتين المسماة «قيصر اللهب».
ماكوتو شيدو (獅堂まこと Shidō Makoto)
أداء صوتي: ساوا إيشيغي (اليابانية)، سمر كوكش (العربية)
ماكوتو شيدو هي أفضل صديقة لكاكيرو ساكامكي وشو. هم زملاء في نفس الصف الصف الخامس الابتدائي. دراجتها من نوع الإيداتين اسمها «نبتون».
كاكيرو ساكامكي (坂巻駆 Sakamaki Kakeru)
أداء صوتي: ماكوتو تسومورا (اليابانية)، لينا ضوا (العربية)
كاكيرو هو أحد الشخصيات الرئيسية في المسلسل. هو ميكانيكي دوره الأساسي في الفريق هو إصلاح دراجات شو وماكوتو وأيومو وأيضاً تغيير تروس دراجاتهم قبل أي معركة إيداتين.
هوسكي (ホースケ)
أداء صوتي: يويتشي ناغاشيما (اليابانية)، رأفت بازو (العربية)
هوسكي هو بوم ناطق أصبح صديق لشو،  وماكوتو، وكاكيرو. أثناء رحلاتهم عبر المنطقة أكس.

### الشخصيات الثانوية
كيويتشي شيدو (獅堂京一 Shidō Kyōichi)
أداء صوتي: دايسكي ناميكاوا (اليابانية)، زياد الرفاعي (العربية)
كيويتشي شيدو هو شقيق ماكوتو الأكبر. هو موهوب في كل شيء، خاصة في ركوب الدراجات الجبلية. دراجته من نوع الإيداتين اسمها « الرعد الإمبراطور»، وهو بطل بطولة الدراجات التجريبية.
يوكي (ユウキ)
أداء صوتي: ريسا ميزونو (اليابانية)، آمنة عمر (العربية)
يوكي إمراة ظهرت على أنها ميكانيكية وأحد أبطال الأنمي، وهي في الواقع شينكان منطقة الضباب من عائلة عشيرة الشينكان المحترمة جدًا، ساعدت شو وأصدقائه في العديد من المناسبات.
كوي (孤影)
أداء صوتي: إيجي تاكيموتو (اليابانية)، إياس أبو غزالة (العربية)
كوي هو نينجا راكب للدراجات وظف من قبل غابو وكان عضو في فريق اس تي، كوي يقود دراجة من نوع الإيداتين اسمها «المقص الهوائي».
آرثر (アーサー Āsā)
أداء صوتي: يوجي كيشي (اليابانية)، رأفت بازو (العربية)
آرثر هو فارس وراكب دراجات دراجته هي سادس دراجات من نوع الإيداتين واسمها «رأس المطرقة». تبين لاحقاً أنه أحد حراس برج أكس.
أيومو ياماتو (山登あゆむ Yamato Ayumu)
أداء صوتي: تشيرو كانزاكي (اليابانية)، لمى الشمندي (العربية)
أيومو ياماتو هو الشقيق الأصغر لشو. ينضم إلى المجموعة بعد عودتهم إلى المنطقة أكس. كان يركب الدراجة بطريقة غير منضبطة حتى علمه كوي كيفية التحكم.
تاكيشي ياماتو (山登猛 Yamato Takeshi)
أداء صوتي: هوزمي غودا (اليابانية)، مروان فرحات (العربية)
تاكيشي ياماتو هو والد شو، وقد صنع دراجات الإيداتين بهدف الحفاظ على السلام في المنطقة أكس.
غابو ساميجيما (鮫島牙舞 Samejima Gabu)
أداء صوتي: آكي كانادا (اليابانية)، زياد الرفاعي (العربية)
غابو ساميجيما هو أقوى راكب دراجات مع كيويتشي شيدو بعد شو وتاكيشي وهو زعيم فريق أسنان القرش ويمتلك دراجة من نوع الإيداتين اسمها «الناب الدموي».
تايغا ساميجيما (鮫島大牙 Samejima Taiga)
أداء صوتي: توشيوكي كوسودا (اليابانية)، عادل أبو حسون (العربية)
الأخ الأكبر لغابو ويعمل كذراعه اليمنى في فريق «أسنان القرش».
الملوك الأربعة (四天王 Shiten'nō)
كيوشي (キヨシ) أداء صوتي: يو أوراتا (اليابانية)، رأفت بازو (العربية)
ميتسورو (ミツル) أداء صوتي: كوتا سوزوكي (اليابانية)، عادل أبو حسون (العربية)
سيجي (セイジ) أداء صوتي: هيروشي شيموزاكي (اليابانية)، زياد الرفاعي (العربية)
مانتارو (マンタロー) أداء صوتي: تاكاهيرو هاسو (اليابانية)، زياد الرفاعي (العربية)
كيوشي، ميتسورو، سيجي، ومانتارو هم أربعة ركاب دراجات في فريق «أسنان القرش».
جاكال (ジャッカル Jakkaru)
أداء صوتي: يوشيرو ماتسوموتو (اليابانية)، عادل أبو حسون (العربية)
جاكال هو قبطان سفينة وعضو في فريق أس تي.
يوكو وريكا (ヨウコとリカ Yōko to Rika)
يوكو أداء صوتي: ريو ناتسوكي (اليابانية)، لمى الشمندي (العربية)
ريكا أداء صوتي: نوركو ناميكي (اليابانية)، همسة الحايك (العربية)
يوكو وريكا هما شقيقتان تملكان منتجعاً في مدينة «منتجع المشاهير الذهبية» وعضوتان في فريق «أسنان القرش».
السيد المعلم (ミスターティーチャー Misutā Tīchā)
أداء صوتي: بن تاكادا (اليابانية)، يحيى الكفري (العربية)
راكب دراجات يتنكر بزي مدرس وعضو في فريق اس تي.
بيت وداني (ピートとダニー Pīto to Danī)
بيت أداء صوتي: ياسيوكي كاسي (اليابانية)، رأفت بازو (العربية)
داني أداء صوتي: جونجي كيتاجيما (اليابانية)، يحيى الكفري (العربية)
عضوان في فريق اس تي يرتديان كليهما عصابة عين.
شادو (シャドウ Shadō)
أداء صوتي: كينجيرو تسودا (اليابانية)، عادل أبو حسون (العربية)
شادو هو راكب دراجات وعضو في فريق اس تي، ويتميز في المعارك في الأماكن المظلمة.

## الحلقات

لقطة من الحلقة الثالثة عشر يظهر فيها أبطال الأنمي الأربعة: ورد وميساء وماهر ولبيب

في النسخة الأصلية والدبلجات الأجنبية كانت تعرض في بداية كل حلقة عنوان الحلقة ولا يذكر رقم الحلقة لكن الأمر معكوس في الدبلجة العربية حيث لم تكن هناك عناوين للحلقة وإنما يكتفون فقط بكتابة رقم الحلقة قبل بدايتها. وفي العرض الاصلي لهذا الأنمي كان يعرض في اليابان إسبوعياً مرة واحدة كل يوم السبت من الساعة التاسعة والنصف إلى العاشرة صباحاً من يوم 1 تشرين الاول سنة 2005 إلى 30 أيلول سنة 2006.
| رقم الحلقة  | عنوان الحلقة                                                                                        | عنوان الحلقة                                                | عنوان الحلقة                                                | سيناريو          | لوحة القصة        | المخرج                           | مخرج الرسوم المتحركة                       | تاريخ عرض الحلقة     | تاريخ عرض الحلقة     |
| رقم الحلقة  | باليابانية                                                                                          | المترجم                                                     | المترجم                                                     | سيناريو          | لوحة القصة        | المخرج                           | مخرج الرسوم المتحركة                       | تاريخ عرض الحلقة     | تاريخ عرض الحلقة     |
| ----------- | --------------------------------------------------------------------------------------------------- | ----------------------------------------------------------- | ----------------------------------------------------------- | ---------------- | ----------------- | -------------------------------- | ------------------------------------------ | -------------------- | -------------------- |
| 1           | (これがMTBバトルだ! تلفظ Kore ga MTB batoruda!)                                                     | هذه هي معارك الدراجات الجبلية!                              | هذه هي معارك الدراجات الجبلية!                              | فوميهيكو شيمو    | تاكايوكي هامانا   | تاكايوكي هامانا                  | مياكو ياتسو                                | 1 تشرين الاول 2005   | 1 تشرين الاول 2005   |
| 2           | (大脱走! 砂丘の戦い تلفظ Dai dassō! Sakyū no tatakai)                                               | الهروب الكبير! معركة الكثبان الرملية                        | الهروب الكبير! معركة الكثبان الرملية                        | فوميهيكو شيمو    | كينغاكو يامادا    | جون تاكاهاشي                     | هيرويوشي إيدا                              | 8 تشرين الاول 2005   | 8 تشرين الاول 2005   |
| 3           | (衝撃! はじめての敗北!? تلفظ Shōgeki! Hajimete no haiboku! ?)                                       | صدمة! الهزيمة الأولى                                        | صدمة! الهزيمة الأولى                                        | فوميهيكو شيمو    | كازويوشي فوسيكي   | كازويوشي فوسيكي                  | ميتشياكي سوغيموتو                          | 15 تشرين الاول 2005  | 15 تشرين الاول 2005  |
| 4           | (とり戻せ! オレのMTB تلفظ Tori modose! Ore no MTB)                                                  | إسترجاع! دراجتي الجبلية!                                    | إسترجاع! دراجتي الجبلية!                                    | شينزو فوجيتا     | كوجي ياماساكي     | يوشيهيرو موري                    | مينورو أويتا                               | 22 تشرين الاول 2005  | 22 تشرين الاول 2005  |
| 5           | (炎の火山バトル!! تلفظ Honō no kazan batoru! !)                                                     | معركة بركان اللهب!!                                         | معركة بركان اللهب!!                                         | كوجي ميورا       | تاكايوكي هامانا   | جون تاكاهاشي                     | هيروشي أويكاوا                             | 29 تشرين الاول 2005  | 29 تشرين الاول 2005  |
| 6           | (ハイテク集団の挑戦 تلفظ Haiteku shūdan no chōsen)                                                  | تحدي مجموعة التقنية العالية                                 | تحدي مجموعة التقنية العالية                                 | ناتسوكو تاكاهاشي | كينغاكو يامادا    | هاجيمي تاناكا                    | هيتومي ماتسورا                             | 5 تشرين الثاني 2005  | 5 تشرين الثاني 2005  |
| 7           | (アウッ! MTBの墓場 تلفظ Au~tsu! MTB no hakaba)                                                      | آه! مقبرة الدراجات الجبلية                                  | آه! مقبرة الدراجات الجبلية                                  | فوميو ساكاي      | كازويوشي فوسيكي   | يوكيو أوكازاكي                   | كازومي كوباياشي                            | 12 تشرين الثاني 2005 | 12 تشرين الثاني 2005 |
| 8           | (ネプチューン登場! تلفظ Nepuchūn tōjō!)                                                             | ظهور نبتون!                                                 | ظهور نبتون!                                                 | كيوكو يوشيمورا   | كينيتشي ماتسوزاوا | كينيتشي ماتسوزاوا                | هيرويوشي إيدا                              | 19 تشرين الثاني 2005 | 19 تشرين الثاني 2005 |
| 9           | (仮面少年の正体! تلفظ Kamen shōnen no shōtai!)                                                      | هوية الصبي المقنع                                           | هوية الصبي المقنع                                           | فوميهيكو شيمو    | كازويوشي فوسيكي   | كازويوشي فوسيكي                  | ميتشياكي سوغيموتو                          | 26 تشرين الثاني 2005 | 26 تشرين الثاني 2005 |
| 10          | (最強の敵、出現! تلفظ Saikyō no teki, shutsugen!)                                                   | ظهور العدو الأقوى!                                          | ظهور العدو الأقوى!                                          | شينزو فوجيتا     | ريوكي أكيبونو     | ريوكي أكيبونو                    | نوريهيرو هاماموري                          | 3 كانون الاول 2005   | 3 كانون الاول 2005   |
| 11          | (船上バトル! チームSTの罠 تلفظ Senjō batoru! Chīmu ST no wana)                                      | معركة على متن السفينة! فخ فريق أس تي!                       | معركة على متن السفينة! فخ فريق أس تي!                       | كوجي ميورا       | تاكايوكي هامانا   | جون تاكاهاشي                     | هيدياكي ماتسوكا                            | 10 كانون الاول 2005  | 10 كانون الاول 2005  |
| 12          | (憧れのゴールドセレブリゾートシティ تلفظ Akogare no gōrudo serebu rizōto shiti)                     | الإشتياق لمدينة منتجع المشاهير الذهبية                      | الإشتياق لمدينة منتجع المشاهير الذهبية                      | كيوكو يوشيمورا   | يوشيهيرو موري     | دايسوكي تاكاشيما                 | ساوري ياماموتو                             | 17 كانون الاول 2005  | 17 كانون الاول 2005  |
| 13          | (学校バトル! 炸裂、韋駄天クロス! تلفظ Gakkō batoru! Sakuretsu, idaten kurosu!)                      | معركة المدرسة! إنفجار، صليب إيداتين!                        | معركة المدرسة! إنفجار، صليب إيداتين!                        | فوميو ساكاي      | شونسوكي تادا      | شونسوكي تادا                     | يوكو ساتو                                  | 24 كانون الاول 2005  | 24 كانون الاول 2005  |
| 14          | (フレイムカイザーを倒した男!? تلفظ Fureimu kaizā o taoshita otoko! ?)                               | الرجل الذي هزم قيصر اللهب؟                                  | الرجل الذي هزم قيصر اللهب؟                                  | ناتسوكو تاكاهاشي | كازويوشي فوسيكي   | كازويوشي فوسيكي                  | هيرويوشي إيدا                              | 31 كانون الاول 2005  | 31 كانون الاول 2005  |
| 15          | (MTBの王子様 تلفظ MTB no ōji-sama)                                                                  | أمير الدراجات الجبلية                                       | أمير الدراجات الجبلية                                       | كيوكو يوشيمورا   | كوجي يامازاكي     | جون تاكاهاشي                     | هيتومي ماتسورا                             | 7 كانون الثاني 2006  | 7 كانون الثاني 2006  |
| 16          | (雨の中の死闘、目覚めよネプチューン تلفظ Ame no naka no shitō, mezameyo nepuchūn)                   | الصراع في المطر، إستيقاظ نبتون                              | الصراع في المطر، إستيقاظ نبتون                              | كوجي ميورا       | يوشيهيرو موري     | يوشيهيرو موري                    | مياكو ياتسو                                | 14 كانون الثاني 2006 | 14 كانون الثاني 2006 |
| 17          | (ついにわかった! チームSTの秘密 تلفظ Tsuini wakatta! Chīmu ST no himitsu)                           | أخيراً فهمت! سر فريق أس تي                                   | أخيراً فهمت! سر فريق أس تي                                   | فوميهيكو شيمو    | تاكايوكي هامانا   | دايسوكي تاكاشيما                 | نوريهيرو هاماموري                          | 21 كانون الثاني 2006 | 21 كانون الثاني 2006 |
| 18          | (新たな刺客! 試練の兄妹バトル تلفظ Aratana shikaku! Shiren no kyōdai batoru)                        | قاطع طريق جديد! معركة الأخ والأخت التجريبية                 | قاطع طريق جديد! معركة الأخ والأخت التجريبية                 | فوميو ساكاي      | كينغاكو يامادا    | ياسونوري أوراتا، ياسويوكي يامادا | كازومي كوباياشي                            | 28 كانون الثاني 2006 | 28 كانون الثاني 2006 |
| 19          | (対決! フレイムカイザーVS.サンダーエンペラー تلفظ Taiketsu! Fureimu kaizā VS. Sandā enperā)         | المواجهة الحاسمة! قيصر اللهب ضد الرعد الإمبراطور            | المواجهة الحاسمة! قيصر اللهب ضد الرعد الإمبراطور            | شينزو فوجيتا     | كينيتشي ماتسوزاوا | كينيتشي ماتسوزاوا                | أوغاوا إيتشيرو                             | 4 شباط 2006          | 4 شباط 2006          |
| 20          | (強敵! 忍者ライダー孤影 تلفظ Kyōteki! Ninja raidā koei)                                             | عدو قوي! النينجا الدراج كويي                                | عدو قوي! النينجا الدراج كويي                                | شينزو فوجيتا     | ريوكي أكيبونو     | ريوكي أكيبونو                    | موتيغي تاكوجي                              | 11 شباط 2006         | 11 شباط 2006         |
| 21          | (Xシティの門番 تلفظ X shiti no monban)                                                              | حراس بوابة المدينة أكس                                      | حراس بوابة المدينة أكس                                      | ناتسوكو تاكاهاشي | يوشيهيرو موري     | يوشيهيرو موري                    | ساوري ياماموتو                             | 25 شباط 2006         | 25 شباط 2006         |
| 22          | (やったぜ到着! Xシティ تلفظ Yatta ze tōchaku! X shiti)                                              | فَعلتها وصلت إلى! المدينة أكس                                | فَعلتها وصلت إلى! المدينة أكس                                | فوميهيكو شيمو    | كازويوشي فوسيكي   | كازويوشي فوسيكي                  | ميتشياكي سوغيموتو                          | 4 آذار 2006          | 4 آذار 2006          |
| 23          | (韋駄天バトルトーナメント開幕! تلفظ Idaten batoru tōnamento kaimaku!)                               | بدأت بطولة معارك الإيداتين!                                 | بدأت بطولة معارك الإيداتين!                                 | فوميو ساكاي      | كينغاكو يامادا    | دايسوكي تاكاشيما                 | هيرويوشي إيدا                              | 11 آذار 2006         | 11 آذار 2006         |
| 24          | (激突! フレイムカイザーVS.ネプチューン تلفظ Gekitotsu fureimu kaizā VS. Nepuchūn)                   | تصادم! قيصر اللهب ضد نبتون                                  | تصادم! قيصر اللهب ضد نبتون                                  | كيوكو يوشيمورا   | تاكايوكي هامانا   | هاجيمي تاناكا                    | هيدياكي ماتسوكا                            | 18 آذار 2006         | 18 آذار 2006         |
| 25          | (ハンマーヘッド! 6台目の韋駄天バイク تلفظ Hanmā heddo! Roku-Dai-me no idaten baiku)                 | رأس المطرقة! سادس دراجات إيداتين                            | رأس المطرقة! سادس دراجات إيداتين                            | فوميهيكو شيمو    | شونسوكي تادا      | شونسوكي تادا                     | يوكو ساتو                                  | 25 آذار 2006         | 25 آذار 2006         |
| 26          | (必殺! 獅堂スペシャル تلفظ Hissatsu! Shidō supesharu)                                               | قتال! شيدو الخاص                                            | قتال! شيدو الخاص                                            | كوجي ميورا       | كينيتشي ماتسوزاوا | كينيتشي ماتسوزاوا                | هيتومي ماتسورا                             | 1 نيسان 2006         | 1 نيسان 2006         |
| 27          | (激闘! ハンマーヘッドVS. エアロシザース تلفظ Gekitō! Hanmā heddo VS. Earo shizāsu)                  | قتال عنيف! رأس المطرقة ضد مقص الهواء!                       | قتال عنيف! رأس المطرقة ضد مقص الهواء!                       | شينزو فوجيتا     | يوشيهيرو موري     | يوشيهيرو موري                    | تاكوجي موتيغي                              | 8 نيسان 2006         | 8 نيسان 2006         |
| 28          | (陰謀の決勝戦 تلفظ Inbō no kesshōsen)                                                               | مؤامرة المعركة النهائية                                     | مؤامرة المعركة النهائية                                     | ناتسوكو تاكاهاشي | كينغاكو يامادا    | دايسوكي تاكاشيما                 | نوريهيرو هاماموري                          | 15 نيسان 2006        | 15 نيسان 2006        |
| 29          | (ファイナルバトル! 優勝は誰の手に? تلفظ Fainaru batoru! Yūshō wa dare no te ni?)                    | المعركة النهائية! من سيفوز؟                                 | المعركة النهائية! من سيفوز؟                                 | كيوكو يوشيمورا   | كازويوشي فوسيكي   | هاجيمي تاناكا                    | هيرويوشي إيدا                              | 22 نيسان 2006        | 22 نيسان 2006        |
| 30          | (突入! Xタワー تلفظ Totsunyū! X tawā)                                                               | الاندفاع لبرج أكس!                                          | الاندفاع لبرج أكس!                                          | كيوكو يوشيمورا   | كينيتشي ماتسوزاوا | كينيتشي ماتسوزاوا                | ساوري ياماموتو                             | 29 نيسان 2006        | 29 نيسان 2006        |
| 31          | (最終決戦! フレイムカイザーVSブラッディファング تلفظ Saishū kessen! Fureimu kaizā VS buraddi fangu) | القتال الأخير! قيصر اللهب ضد الناب الدامي                   | القتال الأخير! قيصر اللهب ضد الناب الدامي                   | فوميهيكو شيمو    | تاكايوكي هامانا   | يوشيهيرو موري                    | هيدياكي ماتسوكا                            | 6 آيار 2006          | 6 آيار 2006          |
| 32          | (さよならXゾーン تلفظ Sayonara X zōn)                                                               | وداعاً المنطقة أكس                                           | وداعاً المنطقة أكس                                           | فوميهيكو شيمو    | تاكايوكي هامانا   | دايسوكي تاكاشيما                 | هيتومي ماتسورا                             | 13 آيار 2006         | 13 آيار 2006         |
| 33          | (新たなる強敵、その名はチームX تلفظ Aratanaru kyōteki, sononaha chīmu X)                            | عدو قوي جديد، إسمه فريق أكس                                 | عدو قوي جديد، إسمه فريق أكس                                 | فوميهيكو شيمو    | شونسوكي تادا      | شونسوكي تادا                     | يوكو ساتو                                  | 20 آيار 2006         | 20 آيار 2006         |
| 34          | (再びXゾーンへ! تلفظ Futatabi X zōn e!)                                                             | الذهاب إلى المنطقة أكس مجدداً!                               | الذهاب إلى المنطقة أكس مجدداً!                               | كوجي ميورا       | ماكوتو فوتشيغامي  | ياستاكا ياماموتو                 | تاكوجي موتيغي                              | 27 آيار 2006         | 27 آيار 2006         |
| 35          | (衝撃! 生きていた翔の父 تلفظ Shōgeki! Ikiteita Shō no chichi)                                       | صدمة! والد شو على قيد الحياة                                | صدمة! والد شو على قيد الحياة                                | فوميو ساكاي      | دايسوكي تاكاشيما  | دايسوكي تاكاشيما                 | نوريهيرو هاماموري                          | 3 حزيران 2006        | 3 حزيران 2006        |
| 36          | (爆走! インペリアルDC!! تلفظ Bakusō! Inperiaru DC! !)                                               | هدير! التنين الإمبراطوري!!                                  | هدير! التنين الإمبراطوري!!                                  | شينزو فوجيتا     | يوشيهيرو موري     | يوشيهيرو موري                    | كونومي ساكوراي                             | 10 حزيران 2006       | 10 حزيران 2006       |
| 37          | (恐怖のダークエンブレム تلفظ Kyōfu no dāku enburemu)                                                | شعار الظلام المخيف                                          | شعار الظلام المخيف                                          | فوميو ساكاي      | جون تاكاهاشي      | جون تاكاهاشي                     | ساوري ياماموتو، مينورو أويتا، كوميتو يوكيو | 17 حزيران 2006       | 17 حزيران 2006       |
| 38          | (牙舞の誘惑、フレイムカイザー大ピンチ! تلفظ Gabu no yūwaku, fureimu kaizā dai pinchi!)              | إغراء غابو! قيصر اللهب في ورطة كبيرة!                       | إغراء غابو! قيصر اللهب في ورطة كبيرة!                       | كيوكو يوشيمورا   | تاكاشي أندو       | تاكاشي أندو                      | مياكو ياتسو                                | 24 حزيران 2006       | 24 حزيران 2006       |
| 39          | (白熱! インペリアルDC VS.エアロシザース تلفظ Hakunetsu! Inperiaru DC VS. Earo shizāsu)              | القمة! التنين الإمبراطوري ضد مقص الهواء                     | القمة! التنين الإمبراطوري ضد مقص الهواء                     | كوجي ميورا       | كينغاكو يامادا    | هاجيمي تاناكا                    | هيرويوشي إيدا                              | 1 تموز 2006          | 1 تموز 2006          |
| 40          | (ナナシの森の悪玉菌 تلفظ Nanashi no mori no akudama kin)                                            | البكتيريا الضارة في الغابة المجهولة                         | البكتيريا الضارة في الغابة المجهولة                         | ناتسوكو تاكاهاشي | كازويوشي فوسيكي   | دايسوكي تاكاشيما                 | ميتشياكي سوغيموتو                          | 8 تموز 2006          | 8 تموز 2006          |
| 41          | (アーサーへの挑戦! 幻の島への道 تلفظ Āsā e no chōsen! Maboroshi no shima e no michi)                | تحدي آرثر! الطريق إلى جزيرة الوهم                           | تحدي آرثر! الطريق إلى جزيرة الوهم                           | كيوكو يوشيمورا   | شونسوكي تادا      | شونسوكي تادا                     | يوكو ساتو                                  | 15 تموز 2006         | 15 تموز 2006         |
| 42          | (韋駄天バイク大集合! チームXとの決戦! تلفظ Idaten baiku dai shūgō! Chīmu X to no kessen!)           | التجمع الكبير لدراجات الإيداتين ! القتال الحاسم مع فريق أكس | التجمع الكبير لدراجات الإيداتين ! القتال الحاسم مع فريق أكس | شينزو فوجيتا     | يوشيهيرو موري     | يوشيهيرو موري                    | هيتومي ماتسورا                             | 22 تموز 2006         | 22 تموز 2006         |
| 43          | (翔VS.獅堂! 魂を賭けたバトル! تلفظ Shō VS. Shidō! Tamashī o kaketa batoru!)                         | شو ضد شيدو! معركة رهان الروح!                               | شو ضد شيدو! معركة رهان الروح!                               | فوميو ساكاي      | ريوكي أكيبونو     | يوشيميجتشي هيراي                 | مينورو أويتا                               | 29 تموز 2006         | 29 تموز 2006         |
| 44          | (衝撃の再開! インペリアルX出現! تلفظ Shōgeki no saikai! Inperiaru X shutsugen!)                     | صدمة لم الشمل! ظهور أكس الإمبراطورية                        | صدمة لم الشمل! ظهور أكس الإمبراطورية                        | فوميهيكو شيمو    | تاكايوكي هامانا   | هاجيمي تاناكا                    | هيدياكي ماتسوكا                            | 5 آب 2006            | 5 آب 2006            |
| 45          | (第二の島現る! 世界崩壊の始まり تلفظ Daini no shima genru! Sekai hōkai no hajimari)                 | ظهور الجزيرة الثانية! بداية نهاية العالم                    | ظهور الجزيرة الثانية! بداية نهاية العالم                    | كوجي ميورا       | ياستاكا ياماموتو  | ياستاكا ياماموتو                 | نوريهيرو هاماموري                          | 12 آب 2006           | 12 آب 2006           |
| 46          | (大襲撃! チームX VS.インペリアルDC تلفظ Dai shūgeki! Chīmu X VS. Inperiaru DC)                      | الهجوم العظيم! فريق أكس ضد التنين الإمبراطوري               | الهجوم العظيم! فريق أكس ضد التنين الإمبراطوري               | ناتسوكو تاكاهاشي | جون تاكاهاشي      | جون تاكاهاشي                     | كونومي ساكوراي                             | 19 آب 2006           | 19 آب 2006           |
| 47          | (伝説の練習場、翔の特訓! تلفظ Densetsu no renshū-ba, Shō no tokkun!)                                | حلبة قيادة الاساطير، وتدريب شو الخاص!                       | حلبة قيادة الاساطير، وتدريب شو الخاص!                       | كيوكو يوشيمورا   | كينغاكو يامادا    | دايسوكي تاكاشيما                 | هيرويوشي إيدا                              | 26 آب 2006           | 26 آب 2006           |
| 48          | (奇跡の力、新必殺技炸裂 تلفظ Kiseki no chikara, shin hissawwaza sakuretsu)                          | قوة المعجزات، إنفجار المهارة الخاصة الجديدة!                | قوة المعجزات، إنفجار المهارة الخاصة الجديدة!                | شينزو فوجيتا     | كينيتشي ماتسوزاوا | كينيتشي ماتسوزاوا                | أكيرا تاباتا، شوكو توميتا                  | 2 أيلول 2006         | 2 أيلول 2006         |
| 49          | (フレイムカイザーVS.チーム韋駄天ライダー تلفظ Fureimu kaizā VS. Chīmu idaten raidā)                 | قيصر اللهب ضد دراجي فريق إيداتين!                           | قيصر اللهب ضد دراجي فريق إيداتين!                           | كوجي ميورا       | يوشيهيرو موري     | يوشيهيرو موري                    | ميتشياكي سوغيموتو                          | 9 أيلول 2006         | 9 أيلول 2006         |
| 50          | (決戦! インペリアルアイランド! تلفظ Kessen! Inperiaru airando!)                                     | القتال الحاسم! الجزيرة الإمبرطورية!                         | القتال الحاسم! الجزيرة الإمبرطورية!                         | فوميهيكو شيمو    | تاكايوكي هامانا   | ياستاكا ياماموتو                 | هيدياكي ماتسوكا                            | 16 أيلول 2006        | 16 أيلول 2006        |
| 51          | (運命の対決、山登翔 最後の大バトル! تلفظ Unmei no taiketsu, yamato shō saigo no dai batoru!)        | لقاء القدر! المعركة النهائية لشو ياماتو                     | لقاء القدر! المعركة النهائية لشو ياماتو                     | فوميهيكو شيمو    | تاكايوكي هامانا   | تاكاشي أندو                      | مينورو أويتا                               | 23 أيلول 2006        | 23 أيلول 2006        |
| 52 والاخيرة | (新しい旅立ち、世界よ蘇れ! تلفظ Atarashī tabidachi, sekai yo yomigaere!)                            | رحيل جديد! إنقاذ العالم                                     | رحيل جديد! إنقاذ العالم                                     | فوميهيكو شيمو    | تاكايوكي هامانا   | جون تاكاهاشي                     | مياكو ياتسو                                | 30 أيلول 2006        | 30 أيلول 2006        |

## الدبلجة العربية

شعار مركز الزُهرة الذي دبلج أنمي إيداتين جمب إلى اللغة العربية

دُبلج الأنمي الياباني إيداتين جمب إلى اللغة العربية في قناة سبيستون العربية الفضائية عن طريق مركز الزهرة وعرض في عام 2008 وعرض ثلاث مرات متتالية حيث بقيت سبيستون تعرضه للمرة الأولى لمدة عام واحد كامل تقريباً حيث إنتهى العرض الثالث له في يوم السبت يوم 4 يوليو عام 2009 والعرض الثلاثي كان الآتي:

لقطة من بداية شارة الدبلجة العربية على سبيستون

العرض الأول من صيف 2008 إلى شهر كانون الثاني سنة 2009 ومن ثم عرض مباشراً العرض الثاني بعد انتهاء العرض الأولي في كانون الثاني 2009 واستمر العرض الثاني إلى يوم الثلاثاء يوم 14 نيسان من نفس العام ثم تم عرض الانمي للمرة الثالثة في الفترة من يوم الأربعاء يوم 15 نيسان إلى يوم السبت يوم 4 تموز من نفس العام عام 2009. في العرض الاولي الثلاثي للأنمي كانت مواعيد العرض على قناة سبيستون غير ثابتة وتتغير عدة مرات ففي شهر رمضان عام 1429 هـ كان يعرض حلقة واحدة مرتين في كل إسبوع يومي الجمعة والإثنين في الساعة الخامسة مساءاً لكن بعد عيد الفطر من نفس العام الهجري الذي يوافق العام الميلادي 2008 تم تغيير توقيت وأيام عرضه حيث عرض يومي الأحد والثلاثاء في الساعة السادسة مساءاً بتوقيت مكة المكرمة لكن بعد ذلك في بداية عام 2009 تم زيادة عرضه في أيام الاسبوع إلى أربعة أيام من الأحد إلى الأربعاء في الساعة الرابعة مساءاً واستمر الامر على هذه المنوال حتى يوم الاحد يوم 28 حزيران من نفس العام وبعدها وعندما وصل العرض إلى المرة الثالثة وفي الحلقة 42 عرض هذا الأنمي في التاريخ الأخير المذكور يومياً عدى يوم الجمعة وبواقع حلقتين في كل يوم في الساعة السابعة مساءً.

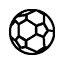
كوكب رياضة الذي خصصته قناة سبيستون لعرض أنمي إيداتين جمب ضمنه؛ كونه أنمي رياضي

وبعد العرض الاولي الثلاثي قامت سبيستون بعرض الانمي مرة واحدة في الاعوام:
- 2011: عرض بشكل عام من يوم الجمعة يوم 24 حزيران إلى يوم الجمعة يوم 30 أيلول أما من ناحية عرض الأنمي بشكل حلقات مفردة فقد بدأ من يوم 26 حزيران وإنتهى أيضاً في يوم 30 أيلول. حيث إن بداية عرض الانمي في هذا العام كانت بعرض الحلقات الأربع الأوائل مجتمعة ثم بعد ذلك تم عرض كل من هذه الحلقات بشكل مفرد في الأيام من الأحد إلى الأربعاء اعتباراً من يوم 26 حزيران حيث كان هذا الانمي يعرض في البداية أربعة مرات في الاسبوع من الاحد إلى الأربعاء في الساعة الرابعة مساءاً وتعاد جميع الحلقات في يوم الجمعة في الساعة السابعة والنصف مساءاً لكن بعد ذلك في الفترة من 31 تموز إلى 7 أيلول كان يعرض في نفس التوقيت لكن فقط مرتين في الاسبوع في يومي الأحد والأربعاء ثم اعتبارا من يوم 11 أيلول تم عرضه يومياً في الساعة التاسعة والنصف مساءاً إلى انتهاء عرضه يوم 30 من نفس الشهر وتعاد حلقات الأحد إلى الأربعاء يوم الجمعة في الساعة الثانية والنصف مساءاً.
- 2013: عرض بشكل عام من يوم الإثنين يوم 2 أيلول إلى يوم الجمعة يوم 22 تشرين الثاني أما بشكل الحلقات المفردة في كل يوم فقد إنتهى عرض إيداتين جمب في هذا العام في يوم الأحد يوم 17 تشرين الثاني حيث كان يعرض خمس مرات في الاسبوع من الأحد إلى الخميس في الساعة التاسعة مساءاً وتعاد جميع الحلقات يوم الجمعة في الساعة الرابعة مساءاً.
- 2014: عرض من يوم الاثنين يوم 25 آب إلى يوم الثلاثاء يوم 4 تشرين الثاني وكان يعرض خمس مرات في الإسبوع من الأحد إلى الخميس في الساعة الثانية عشر مساءاً وتعاد جميع الحلقات يوم السبت في الساعة الثانية عشر ونصف صباحاً.

### التغيرات في الدبلجة العربية
قام مركز الزهرة بإجراء بعض التعديلات على هذا الأنمي عندما تم دبلجته إلى اللغة العربية ومن هذه التغييرات:
1- أسماء الشخصيات، تم تغيير جميع أسماء الشخصيات من الأسماء اليابانية إلى أسماء عربية ما عدا شين.
2- اسم العائلة الخاصة بالشخصية تم حذفها والاكتفاء بالاسم الخاص فقط الذي هو الآخر تغير من ياباني إلى عربي.
3- شارة البداية والنهاية للأنمي، في النسخة الأصلية هناك شارتين إثنتين للبداية والنهاية الأولى كانت في الحلقات من الأولى إلى الحلقة 22 بينما الثانية في الحلقات من 23 إلى 51 أما الحلقة الأخيرة الحلقة 52 لم تكن لها شارة بداية لكن كان لها شارة نهاية هي نفسها شارات البداية في الحلقات ال22 الأولى بينما في الدبلجة العربية تم الاكتفاء بشارة واحدة فقط من أول حلقة إلى آخر حلقة. كما إن شارة البداية والنهاية في النسخة الأصلية مختلفتان عن بعضها بينما في الدبلجة العربية هما نفس الشارة ومتطابقتان.
4- الحلقات، في النسخة الأصلية وأيضاً في الدبلجات الأجنبية كان يعرض عنوان الحلقة بدلاً عن رقمها بينما في الدبلجة العربية حدث العكس حيث يكتب رقم الحلقة قبل بدأ أحداثها من دون ذكر العنوان.
5- أسماء الأماكن، تم تغيير أسماء معظم الأماكن مثلاً:
تل الضباب يسمى في النسخة الأصلية المنطقة أكس.
منطقة الضباب تسمى أيضاً المنطقة أكس أو النطاق الأحمر.
مدينة الضباب تسمى المدينة أكس.
جزيرة المقابر تسمى الجزيرة الإمبراطورية.
برج الضباب في النسخة الأصلية يسمى برج أكس.
غابة الاوهام في النسخة الأصلية لم تعطى إسماً وإنما تلقب بالغابة المجهولة.
مدينة أرض الأحلام تسمى في النسخة الأصلية مدينة منتجع المشاهير الذهبية.
تل الطيور يسمى التل التجريبي أو تل الاختبار.
شلال درع القوة في النسخة الأصلية يسمى شلال الشجاعة (بالياباني: 勇者の滝 تلفظ Yūsha no taki).
6- أسماء الدراجات تم تغييرها جميعاً.
7- إخفاء بعض الحقائق مثل:
هناك مهارة لدراجات الأنمي تدعى قفزة الأرنب 180 نفذها بسام في الحلقة الثانية وهي تختلف عن قفزة الارنب ولكن في الدبلجة العربية تم تسميتها أيضاً بقفزة الأرنب مثل اسم تلك المهارة.
لبيب في الحقيقة هُو نفسه جد بلسم لكنه تحول إلى بوم بعد أن جرفه الدخان الأسود.
زمردة هي عرافة حظ لكن في الدبلجة العربية ذكر بإنها فنانة شهيرة.
كما إن زمردة أيضاً تملك كرة بلورية تقرأ بها المستقبل لكن في الدبلجة العربية ذكر بإنها لؤلؤة ثمينة تعادل 3 شعارات ذهبية.
ميساء عندما كانت على وشك أن تدخل في غيبوبة دائمية في الغابة المجهولة أُخذت إلى معبد، لكن لم يذكر اسم معبد في الدجلة العربية.
بسام في البداية عندما لم تكشف هويته بعد كان يلقب بالفتى المقنع.
ماجد يلقب بحرفي الطلاء.
شين يلقب بالظل.
كما إن شين هو يعمل راعي بقر
سليم يلقب بالببر.
لم يذكر في الدبلجة العربية بعض صلات الشخصيات مع بعضها البعض فلم يذكر إن الدراج الذي كان يشبه شين هو أخوه التوأم، ولم يذكر إن المرأة العجوز التي تناول ورد وأصدقائه الطعام في مطعهما بالقرب من بوابة مدينة الضباب هي أم الأخوين الحارسين حاتم وسالم، ولم يذكر أيضاً إن المرأة المسنة التي تحدثت مع سليم هي أمه.
الرجل الذي تشاجر مع سليم وذُكر إنه أخوه هو في الحقيقة والد سليم لكن تم تحوير هذا الشيء في الدبلجة العربية.
لم يذكر في الدبلجة العربية اسم فريق الدراجين الذين نافسوا ورد في مدينة البركان الذي في النسخة الأصلية هو فريق العنكبوت السام.
لم يذكر في الدبلجة العربية إن نورس وعصابته يشكلون فريقاً للدراجات الجبلية يطلق عليهم عصابة الكلاب المجنونة.
أصدقاء سامر الأربعة الذي يلقبون بالدراجون الأربعة هم يلقبون في النسخة الأصلية بالملوك الاربعة.
لقب دن دن في النسخة الاصلية هو فقط قنديل البحر لكن في الدبلجة العربية أُضيفت إليها كلمة الضخم.
في الحلقة الاولى تكلم ورد بعصبية مع أمه لكن حذف هذا المشهد في الدبلجة العربية.
حذفت مشاهد شرب الخمور والتي ظهرت في الحلقتين 3 و37.
في الحلقة 15 ميساء ذهبت مع الشرطة المائية للحاكم علاء على اعتبار كونها مرشحة لتكون زوجة لعلاء لكن في الدبلجة العربية ذكر إنها ذاهبة لتكون مرشحة لتكون في منصب أمينة سر الحاكم.
تم تغيير اسم مهنة الميكانيكي في النسخة الاصلية إلى عامل صيانة في الدبلجة العربية.
تم تغيير اسم مهنة الفارس إلى الحارس في الدبلجة العربية.
تم تغيير نوع دراجات الانمي من دراجات جبلية في النسخة الاصلية إلى دراجات هوائية في الدبلجة العربية.
تم تغيير اسم دراجات الإيداتين في النسخة الأصلية إلى دراجات أسطورة العالم في الدبلجة العربية.
تم تغيير اسم معركة الإيداتين في النسخة الأصلية إلى معركة العالم في الدبلجة العربية.
تم تغيير اسم بطولة معركة الإيداتين في النسخة الأصلية إلى بطولة دوري معركة العالم في الدبلجة العربية.
الدراجة التي ركبها بسام بعد وقوعه في حالة الظلام لم تعطى اسماً في الدبلجة العربية لكن في النسخة الاصلية تسمى الببر الإمبراطوري.
لم يذكر في الدبلجة العربية اسم البلدة التي يسكن فيها غريب والتي في النسخة الأصلية تدعى بلدة التنقيب عن الفحم.
لم يذكر في الدبلجة العربية اسم المدينة التي يحكمها الحاكم علاء والتي في النسخة الأصلية تدعى المدينة المائية قصر الماء.
8- في الحلقة القادمة، في النسخة الأصلية اليابانية كانت تعرض بعد شارة النهاية لكن في الدبلجة العربية كانت تعرض قبل شارة النهاية بعد انتهاء أحداث الحلقة.
9- حذف اللقطات الغير لائقة، مثل إظهار جسم الشخصيات من الخلف أو إظهار أماكن الجسم المثيرة عن قرب.
10- لقطات الفتيات، حجبت الدبلجة العربية جميع مشاهد العناق بين الأولاد والفتيات وظهور أماكن جسم الفتيات المثيرة وكمثال إن إحدى الشخصيات النسائية في إيداتين جمب والتي هي ويب (لمى في الدبلجة العربية) كان تظهر بمظهر غير محتشم أبداً وشبه عارية في النسخة الأصلية للأنمي فقد كانت تظهر معظم أجزاء جسمها المثيرة ولكن في الدبلجة العربية تم تغطية هذه الأماكن بوضع تي شيرت بني على هذه الأماكن من جسمها.
11- تنورة ميساء، في الكثير من اللقطات كانت تنورة ميساء قصيرة جداً حيث يظهر معظم فخذها لكن في الدبلجة العربية تم حجب جميع اللقطات التي تكون فيها تنورة ميساء قصيرة وذلك بعرض لقطات مكررة في حلقات سابقة أو مشاهد سابقة في نفس الحلقة للشخصيات الاخرى.
12- تغيير أسماء وألقاب الفرق ودراجيها مثلاً:
منظمة زعيم الظلام والذي هو الاسم الذي أطلقه سامر على فريقه في فترة غزوه لمدينة الضباب في النسخة الاصلية كان يسمى فريق أس تي.
جيش الظلام في النسخة الأصلية والدبلجات الأجنبية يسمى فريق أكس.
فريق قطاع الطرق يسمى في النسخة الأصلية فريق اللصوص.
فريق العلوم يسمى في النسخة الأصلية فريق فرط الدماغ.
13- تغيير أسماء المهارات مثلاً:
القفزة المدهشة تسمى في النسخة الأصلية قفزة إيداتين ومن هنا إكتسب هذا الأنمي إسمه (إيداتين جمب) لكن لم يتم دبلجة اسم الانمي في اللغة العربية حيث تم الإبقاء على إسمه الإنجليزي.
القفزة المدهشة الكبرى تسمى في النسخة الأصلية قفزة إيداتين المعجزة.
زوبعة التنين المزدوج تسمى الصليب إيداتين.
انعطاف الدلفين تسمى التفاتة المطواة.
قفزة الكنغر تسمى القفزة الخلفية وأيضاً تسمى تقنية القفزات الخلفية المتتالية.
14- هناك شخصيات لم تعطى أسماء في الدبلجة العربية على الرغم من إنها اُعطيت إسماً في النسخة الأصلية ومن هذا الشخصيات:
أحد الملوك الأربعة لقب في الدبلجة العربية بالبطريق المشاغب يدعى في النسخة الأصلية سايجي.
أم ورد التي تدعى في النسخة الأصلية ماسومي ياماتو.
زعيم فريق العنكبوت السام الذي يدعى تاكوما.
15- هناك شخصيات لم تعطى أسماء في النسخة الأصلية لكنها أعطيت أسماء في الدبلجة العربية ومن هذه الشخصيات:
نديم الذي يلقب في النسخة الأصلية بالزعيم.
أماني أخت سليم.
ثلاثة من رجال أرقط الاربعة (كين في النسخة الأصلية) تم تسميتهم في الدبلجة العربية كما يلي أبرش وأشول وأشوس.
16- تم تغيير ألقاب بعض الشخصيات مثلاً:
قائد قوات الدفاع في النسخة الأصلية إلى المفتش في الدبلجة العربية.
الميغاطن كان لقب إياد لكن في الدبلجة العربية تم تغييره إلى الطيب.
كما إن إياد كان يلقب نفسه بالوسيم (بالياباني: イケメン تلفظ Ikemen) في النسخة الأصلية لكن في الدبلجة العربية ذكر بإنه مهذب.
السيد المعلم في النسخة الأصلية إلي المدير في الدبلجة العربية.
علاء لقبه في النسخة الأصلية هو الأمير لكنه تغير إلى الحاكم في الدبلجة العربية.
فادي لقبه في النسخة الأصلية هو الكونت لكنه تحول إلى الزعيم في النسخة الاصلية.
الرجل الجرثومة تغير لقبه إلى الجرثومة الخبيثة ورجاله تغير ألقابهم من الجراثيم الخبيثة إلى البكتريا الضارة.
17- في النسخة الأصلية كان هناك فقرة تعرض بعد انتهاء شارة النهاية وقبل بدأ ذكر الاحداث في الحلقة القادمة وهي فقرة تقنية الدراجات الجبلية الفائقة (بالياباني: ハイパーMTBテクニック تلفظ Haipā MTB tekunikku) وفيها تعرض معلومات عن حركات ومهارات الدراجات والتي عرضت في الحلقات في كل حلقة يذكر معلومة جديدة لكن هذا الشيء لم يكن موجود في الدبلجة العربية.
18- في النسخة اليابانية الاصلية للانمي عندما تنتهي الحلقات تماماً يتم عرض صورة فيها حركة وغالباً ما تكون كاريكاتيرية تعطي ملخصاً عن كل الحلقة لكن مثل هذه الفقرة لم تكن موجودة في الدبلجة العربية.

## المانغا
كتب مانغا إيداتين جمب الكاتب توشيهيرو فوجيوارا وسلسلة المانغا في المجلة الشهرية كوميك بومبوم التي نشرتها كودانشا، من عام 2005 إلى عام 2006. قامت نفس دار النشر بعد ذلك بجمع الفصول المختلفة في خمسة مجلدات للتانكوبون تم نشرها في الفترة ما بين 6 أيلول عام 2005 و6 تشرين الاول عام 2006.

## انظر ايضاً
- سبيستون
- مركز الزهرة
- برودكشن آي جي
- كودانشا
- تلفزيون طوكيو
- أنيبلكس

## الملاحظات
1. ↑  韋駄天 (إيداتين) هو اسم سكاندا في اللغة اليابانية وهو بوداسف في مذهب الماهايانا ويعتبر حارساً مخلصاً للفيهارات (ما يكافئ الأديرة بالنسبة للرهبان البوذيين) وحامِياً لتعاليم البوذية. يُطلق عليه أحياناً في التقاليد الصينية لقب "المبجل بوداسف سكاندا حامي الدارما" لإنه قائد الآلهة الحماة الأربع والعشرين السماويين المذكورين في سوترا النور الذهبي وهي نصوص بوذية دينية مقدسة خاصة بمذهب الماهايانا. وفي السوترا الصينية، توجد صورته في نهاية السوترا وهذا تذكير بتعهده بحماية التعاليم والحفاظ عليها. ووفقاً للأساطير، كان سكاندا ابن ملك فاضل لديه إيمان كامل في تعاليم بوذا. عندما دخل بوذا في حالة النيرفانا أمر سكاندا بحراسة الدارما. وكان من واجبه أيضاً حماية أعضاء السانغا عندما يزعجهم شيطان مارا المغوي وأيضاً حل النزاعات التي تنشب بينهم. سرقت الشياطين الشريرة آثار بوذا بعد أيام قليلة من وفاته وحرق جثته. وقد أثبت سكاندا تعهده بحماية الإيمان والدارما إذ تمكن من هزيمة الشياطين الشريرة وأعاد الآثار.

## وصلات خارجية
- إيداتين جمب على موقع ANN manga (الإنجليزية)
- الموقع الرسمي باللغة اليابانية
- معلومات إيداتين جمب على موقع تلفزيون طوكيو
- انطباعات عن إيداتين جمب على مدونة أي أكس
- إيداتين جمب على أنيبلكس